# Людська діяльність: Трактат з економічної теорії
Людська діяльність: Трактат з економічної теорії (англ. Human Action: A Treatise on Economics) — книга Людвіга фон Мізеса, видана 1949 року видавництвом Єльського університету. Є magnum opus автора. Автор описує laissez-faire, заснованого на праксеології, або раціональному дослідженні прийняття людських рішень. Він відкидає позитивізм в економіці. Він захищає апріорну гносеологію та підкреслює праксеологію з основою методологічного індивідуалізму та законів аподиктичної визначеності. Мізес стверджує, що економіка вільного ринку не тільки випереджає будь-яку систему, заплановану урядом, але в кінцевому підсумку служить основою самої цивілізації.

## Огляд
Мізес розглядає економічний розрахунок як найбільш фундаментальну проблему в економіці. Економічна проблема Мізеса полягає в дії. Людина діє, щоб розвіяти почуття тривоги, але досягти успіху може лише в тому випадку, якщо вона зрозуміє причинно-наслідкові зв'язки між цілями, які хоче задовольнити, та наявними засобами. Той факт, що людина перебуває у світі причинності, означає, що він стоїть перед певним вибором того, як він задовольняє свої цілі. Людські дії — це застосування людського розуму для вибору найкращих засобів для досягнення цілей. Розум розуму оцінює та оцінює різні варіанти. Це економічний розрахунок.
Економічний розрахунок є загальним для всіх людей. Мізес наполягав на тому, що логічна структура людського розуму однакова для всіх. Звичайно, це не означає, що всі розуми однакові. Люди складають різні судження про цінності та мають різні дані, але логіка однакова для всіх. Людський розум та економічний розрахунок мають обмеження, але Мізес не бачить альтернативи економічному розрахунку як засобу використання обмежених ресурсів для поліпшення нашого самопочуття.
Людські дії стосуються динаміки. Протилежні дії — це бездіяльність. Скоріше, протилежним до дії є задоволення. У повністю задоволеному стані не було б жодних дій і жодних зусиль, щоб змінити існуючий порядок речей (які можуть бути змінені, просто переставши робити якісь речі). Людина діє тому, що ніколи не буває повністю задоволеною, і ніколи не зупиниться, тому що ніколи не може бути повністю задоволеною. Це може здатися простим моментом, але сучасна економіка будується на ідеях аналізу задоволення та рівноваги та умов байдужості. Це правда, що деякі економісти будують моделі динамічної рівноваги, але думка про динамічну рівновагу є оксиморонною для Мізеса. Фактична рівновага може включати повторюваний цикл, але не справжню динаміку. Справжня динаміка передбачає неповторювані еволюційні зміни.
Мізес пояснює динамічні зміни в термінах «простого стану спокою». Остаточний стан спокою передбачає ідеальні плани, щоб повністю задовольнити людські бажання. Простий стан спокою — це тимчасова і недосконала рівновага, що випливає з минулих людських планів. Хоча будь-який набір планів недосконалий, діяти означає спробувати вдосконалити кожен наступний набір планів. Переміщення від одного простого стану спокою до іншого являє собою процес зміни, еволюційного чи еволюційного.
Мізес пов'язує прогрес і прибуток. Прибуток від добровільних торгів є показником економічного успіху. Саме грошовий розрахунок прибутку вказує, чи створило підприємство чистий приріст споживчого благополуччя, перевищуючи справжні економічні витрати. Тісна асоціація, яку Мізес здійснює між економічним розрахунком та грошовим розрахунком, приводить його до висновку, що ринкові ціни (за якими обчислюються грошові прибутки) є необхідними для прогресу в покращенні стану людини. Без ринків немає цін, і без цін немає економічного розрахунку. Грошовий розрахунок є життєво важливим.
Мізес наголошує на важливості підприємництва, оскільки лише підприємці фактично здійснюють грошовий розрахунок. Цей факт ставить підприємців у центр усіх прогресів (і невдач). Підприємці, які правильніше оцінюють витрати, ніж їхні конкуренти, заробляють високі прибутки, одночасно обслуговуючи споживачів. Такі люди піднімаються на чільні позиції в промисловості. Підприємці, які серйозно помиляються у своїх розрахунках, зазнають фінансових втрат і перестають спрямовувати виробництво. Мізес описав цей ринковий тест на підприємницькі навички як єдиний процес спроб та помилок, який дійсно має значення. Поняття грошового розрахунку, фінансових спекуляцій та підприємництва є основою для критики фон Мізеса соціалізму.

## Конспект

### Вступ
У своєму вступі Мізес стверджує, що економіка виникла як наука, коли була відкрита закономірність у послідовності та взаємозалежності ринкових явищ. Він відзначає виклики, з якими стикається економіка як нова наука, зокрема, її визнання як законної галузі знань, і обговорює різні школи думки, які відкидали досягнення економічної думки. Мізес спростовує поширену критику економіки, заявляючи, що ідеї економістів-класиків покращили загальний рівень життя шляхом просування ліберальної політики та технологічного вдосконалення. Він також стверджує, що економічні проблеми не можуть бути ізольованими, оскільки вони є лише сегментом загальної науки про людську діяльність.

### Частина перша: Людська діяльність

#### Розділ І. Діюча людина
У цьому розділі Мізес пояснює концепцію людської діяльності, яка визначається як «цілеспрямована поведінка» і відрізняється від рефлексивної 
поведінки тим, що спостерігач приписує акторові мету. Праксеологія ― це наука про діяльність як таку, яка вивчає результати, виведені з того факту, що люди мають цілі та використовують засоби для їх досягнення. Щоб діяльність відбувалася, дійова особа (актор) повинна перебувати в стані занепокоєння, уявляти собі більш задовільний стан і вірити, що цілеспрямована поведінка може зменшити занепокоєння. У тексті розглядається концепція щастя та інстинкту, де щастя цілком визначається суб’єктивними цілями окремого актора, і люди можуть придушити свої біологічні бажання. Вивчення людської діяльності починається з кінцевої даності самої людської діяльності, і всі дослідження людською діяльності повинні спиратися на методологічний дуалізм. Праксеологія є суб’єктивною, оскільки вона приймає суб’єктивні цілі акторів такими, якими вони існують у свідомості кожної людини, але, утримуючись від винесення суджень щодо цих цілей, вона залишається об’єктивною. Усвідомлення причинно-наслідкових зв'язків необхідне для діяльності, і принцип невизначеності Гейзенберга не змінює цього. Нарешті, в тексті вводиться концепція alter ego, де всі події повинні потрапляти в сферу телеології або причинно-наслідкових зв'язків.

## Історія публікацій

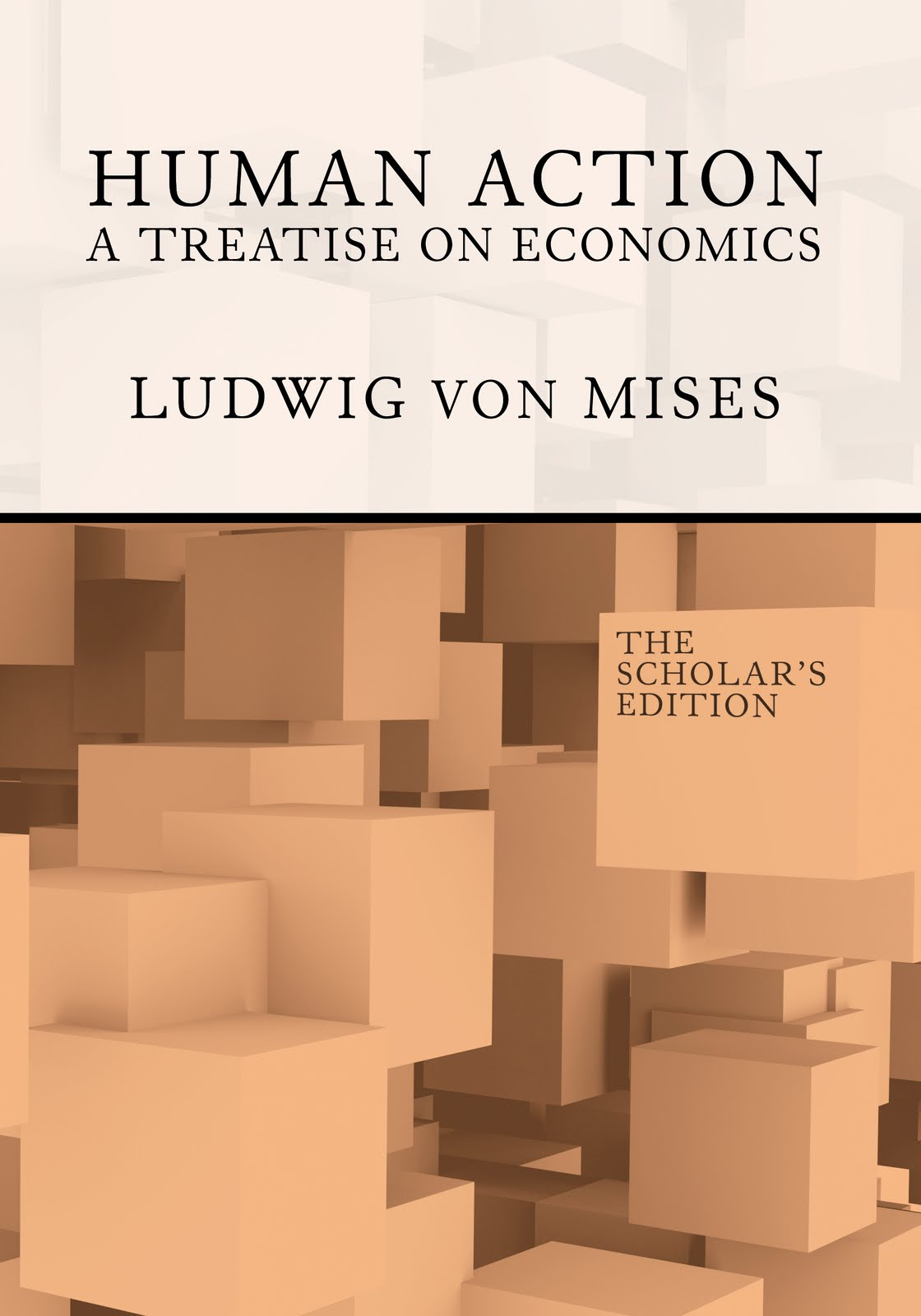

Німецькомовним попередником Human Action є праця Мізеса «Національна економіка» (нім. Nationalökonomie: Theorie des Handelns und Wirtschaftens), яка вперше опублікована у 1940 р. «Людська діяльність» не є прямим перекладом попередньої роботи, але автор використав її загальні рамки та розширив їх.
Yale University Press опублікував перше видання Human Action у 1949 році. Переглянуте та розширене друге видання вийшло у 1963 році. Це видання, також здійснено Yale University Press, було повне типографічних помилок, а ще одне довелося швидко надрукувати після цього інший редактор. Генрі Ренерис опублікував перероблене третє видання у 1966 році.
Посмертне четверте видання було опубліковано в 1996 році, з редакціями Беттіна Б. Грівз. Воно доступне у твердій обкладинці (Liberty Fund Inc., ISBN 0-86597-630-9) та чотиритомних книгах у м'якій обкладинці (Liberty Fund Inc., ISBN 0-86597-631-7), а також в однотомному обкладинці (Fox & Wilkes , ISBN 0-930073-18-5). У 1998 році Інститут Людвіга фон Мізеса повернув перше видання як «Видання вченого» (ISBN 0-945466-24-2). У 2010 році Інститут перевидав перше видання як портативне «Кишенькове видання» (ISBN 978-1-61016-145-9).

## Історія видання

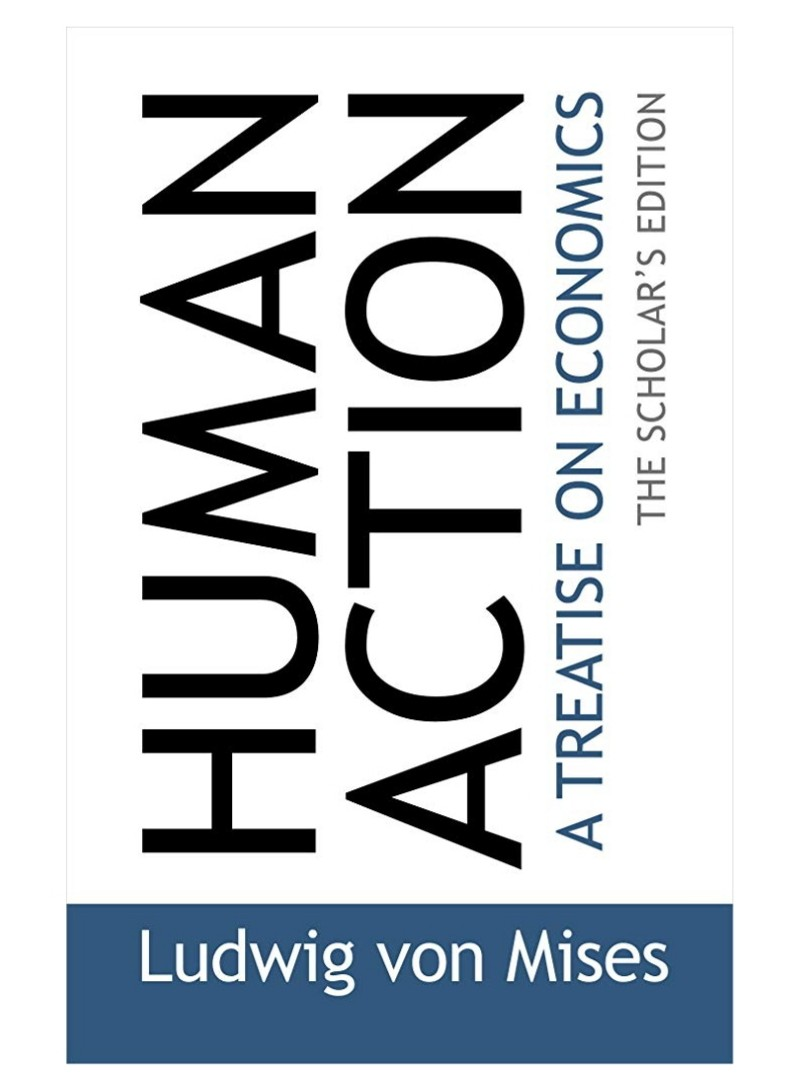

Німецькомовний попередник «Людської діяльності» під назвою «Nationalökonomie: Theorie des Handelns und Wirtschaftens» («Національна економіка: Теоіря діяльності та господарювання») вперше з'явився у 1940 році. «Людська діяльність» не була прямим перекладом попередньої роботи, але використовувала її загальну структуру і розширила її.
Видавництво Єльського університету опублікувало перше видання Human Action у 1949 році. Коли затримки виробництва відсунули заплановану дату виходу переглянутого та розширеного другого видання, Лайл Мансон, видавець Bookmailer, Inc., запропонував Мізесу передати книгу іншому видавцю й запропонував опублікувати її у своєму видавництві. Мізес використав цю пропозицію як важіль, щоб змусити Видавництво Єльського університету прискорити видання. 
Отримане видання 1963 року було сповнене друкарських помилок, і ще одне довелося швидко надрукувати іншому редактору.  Генрі Регнері опублікував переглянуте третє видання в 1966 році.
Посмертне четверте видання було опубліковано в 1996 році з редакціями Беттіни Б. Грівз. Воно доступне у твердій обкладинці (Liberty Fund, ISBN 0865976309 ) і чотиритомному виданні в м’якій обкладинці (Liberty Fund, ISBN 0865976317), а також в однотомній м’якій обкладинці (Fox & Wilkes, ISBN 0930073185). У 1998 році Інститут Людвіга фон Мізеса повернув перше видання під назвою «Видання для науковців» (ISBN 0945466242). У 2010 році Інститут перевидав перше видання як портативне «кишенькове видання» (ISBN 978-1610161459).

### Переклади
- італійською (1959) як L'azione umana : trattato di economia, Torino: UTET OCLC 799056504
- китайською (1976) як 人的行為 : 經濟學硏論 / Ren de xing wei : jing ji xue yan lun by 台湾銀行經濟硏究室, Taiwan yin hang jin ji yan jiu shi, (Bank of Taiwan) OCLC 33160039
- французькою (1985) як L’action humaine: Traité d’économie. Libre échange. Paris : PUF, 1985. ISBN 2130385982
- португальською (1990) як Ação humana: Um tratado de economia. Rio de Janeiro: Instituto Liberal. ISBN 978-8562816055
- іспанською (1995) як La acción humana: tratado de economía. Madrid: Unión Editorial D.L., ISBN 9788472092921; OCLC 433628807
- російською (2000) як Человеческая деятельность: Трактат по экономической теории (пер. О. В. Куряєв, «Социум» (м. Челябінськ) та видав-во «Економика» (м. москва) за підтримки фонду «Открытое общество»
- чеською (2006) як Lidské jednání: Pojednání o ekonomii. Prague: Liberální Institut. ISBN 8086389456
- польською (2007) як Ludzkie działanie: traktat o ekonomii ISBN 978-8392616009; OCLC 749787775
- турецькою (2008) як İnsan eylemi: iktisat üzerine bir inceleme, Ankara: Liberte Yayınları. ISBN 9789756201411; OCLC 434438770
- японською (2008) як ヒューマン・アクション: 人間行為の経済学 / Hyūman akushon: Ningen kōi no keizaigaku, 春秋社, Tōkyō: Shunjūsha. ISBN 978-4393621837; OCLC 675632995
- болгарською (2011) як Човешкото действие: Трактат по икономика, София: Издателска къща "МАК" ISBN 9789548585248
- голландською (2016) as Het menselijk handelen: een economische verhandeling, Amsterdam: Stichting Pierson & Templeton. ISBN 978-9082480405
- румунською (2002), як „Acțiunea umană. Un tratat de economie" available on-line at http://mises.ro/43/actiunea-umana.
- In Swedish (2021), як Mänskligt handlande, Stockholm: Timbro förlag. ISBN 978-9177032236

Українське видання готується до виходу у видавництві WellBooks.